# LG K4 2017
LG K4 2017은 2016년 12월 처음 공개되어, 2017년 1월 미국 라스베이거스에서 열린 CES 2017에 전시된 LG전자의 보급형 스마트폰이다. 전작으로부터 달라진 점은 배터리 용량이 2500mAh으로 많이 증가했으며, 전면 카메라가 500만 화소로 증가했다. 화면은 5인치로 커졌다. 디자인은 전작의 패블 디자인과는 다르게, 긴 줄을 여러개 미세하게 배치한 스크래치 방지 디자인으로 변경되었다.

## 운영 체제 / 소프트 웨어

### 안드로이드 6.0.1 마시멜로
LG K4 2017은 안드로이드 6.0.1 마시멜로를 기본 탑재하고 출시한다.

## 특수 기능

### 노크 코드
화면이 꺼진 상태에서 설정한 패턴대로 화면을 터치하면 화면이 켜짐과 동시에 잠금도 함께 풀리는 기능이다. G 프로 2에서 처음 공개되었다.

### 제스처 샷
손바닥을 펼치고 주먹을 쥐면 3초 후 사진이 찍히는 기능이다.

### 노크 온
화면이 꺼진 상태에서 화면을 두 번 두드리면 켜지는 기능이다. LG G2에서 처음 공개되었다.

### 제스처 인터벌 샷
손바닥을 펼친 상태에서 카메라를 향해 주먹을 두 번 연속 쥐었다 펴면 사진이 연속으로 4장이 촬영되는 셀피 기능이다.

## 색상
- 티탄
- 블랙

## 같이 보기
- LG K
- LG K4
- LG K10 2017
- LG K8 2017
- LG K3 2017